# Zobowiązania naturalne
Zobowiązania naturalne (łac. obligationes naturales, l.p. obligatio naturalis) – w prawie rzymskim zobowiązania pozbawione możliwości przymusowego dochodzenia świadczenia przez wierzyciela, jednak spełnienie ich traktowano jako należne (spełniający je dłużnik nie mógł domagać się zwrotu). 
Do zobowiązań takich zaliczano:
- zaciągnięte przez osoby alieni iuris (Senatus Consultum  Macedonianum) lub niewolnika
- zaciągnięte przez pupila lub kobietę bez akceptacji opiekuna (auctoritas tutoris)
- długi hazardowe.

Zobowiązanie naturalne można było zabezpieczyć zastawem lub poręką, nadawało się też do potrącenia. Mogło stać się wymagalnym i zaskarżalnym, jeśli odnowiono je przez stypulację.
Obecnie zobowiązania takie noszą nazwę niezupełnych i mają mniejsze znaczenie niż w starożytności.
Typowymi przykładami zobowiązania niezupełnego są obecnie zobowiązania, w których roszczenie uległo przedawnieniu. Zalicza się do nich również świadczenie z gry lub zakładu, które nie były prowadzone na podstawie zezwolenia właściwego organu państwowego, o ile nie były zakazane albo nierzetelne (art. 413 kc).